# Pura Selatan
Pura Selatan is een bestuurslaag in het regentschap Alor van de provincie Oost-Nusa Tenggara, Indonesië. Pura Selatan telt 966 inwoners (volkstelling 2010).